# Krakopol
Krakopol (lit. Krokialaukis) – miasteczko na Litwie w okręgu olickim w rejonie Olita, położone ok. 21 km na północny zachód od Olity i 10 km na północny wschód od Simna, nad rzeką Pierszałką, dopływem Niemenu. Siedziba starostwa Krakopol.  
Znajduje się tu poczta, kościół i szkoła. Dekretem prezydenta Republiki Litewskiej od 2007 roku miejscowość posiada własny herb.
Za Królestwa Polskiego istniała wiejska gmina Krakopol.